# 자립단
자립단(自立團)은 일제강점기에 민족 운동을 위해 결성된 비밀 결사 단체이다. 1915년 함경남도 단천에서 기독교인들을 중심으로 결성되었다. 자립단의 주요 목적은 민족 경제의 진흥과 계몽을 통한 자립성 획득에 있었다. 그러나 이듬해 3월 일제의 탄압으로 해산되었다. 방주익, 강명환 등의 기독교인들이 활동하였다.

## 참고 문헌
- 《학습한국사사전》, 계몽사, 1993년, 93면